# Derivata logaritmica
In matematica, e in particolare nel calcolo infinitesimale e nell'analisi complessa, la derivata logaritmica di una funzione {\displaystyle f(x)} derivabile è definita come
{\displaystyle {\frac {f'(x)}{f(x)}},}
dove l'apice ′ denota l'operazione di derivazione. Se in particolare {\displaystyle f(x)} è una funzione di una variabile reale che assume valori reali positivi in senso stretto, la derivata logaritmica fornisce anche la derivata del logaritmo della funzione, come si ricava dalla regola di derivazione della funzione composta.
{\displaystyle {\frac {f'(x)}{f(x)}}={\frac {d}{dx}}\log(f(x)).}

## Formule utilizzabili per il calcolo infinitesimale di base
Prodotto di funzioni:
- {\displaystyle uv=e^{\ln {u}+\ln {v}}}
- {\displaystyle (\ln {uv})'={\frac {u'}{u}}+{\frac {v'}{v}}}
- {\displaystyle {\frac {u'}{u}}+{\frac {v'}{v}}={\frac {u'v}{uv}}+{\frac {uv'}{uv}}}
- {\displaystyle {\frac {u'v}{uv}}+{\frac {uv'}{uv}}={\frac {u'v+uv'}{uv}}}
- {\displaystyle (uv)'=u'v+uv'}

Quoziente di funzioni:
- {\displaystyle {u \over v}=e^{\ln {u}-\ln {v}}}
- {\displaystyle \left(\ln {u \over v}\right)'={u' \over u}-{v' \over v}}
- {\displaystyle {u' \over u}-{v' \over v}={\frac {{u' \over v}-{\frac {uv'}{v^{2}}}}{u \over v}}}
- {\displaystyle {\frac {{u' \over v}-{\frac {uv'}{v^{2}}}}{u \over v}}={\frac {{u' \over v}+{\frac {uv'}{v^{2}}}}{u \over v}}}
- {\displaystyle {\frac {u'v-{\frac {uv'}{v^{2}}}}{u \over v}}={\frac {{u' \over v}+{uv' \over v^{2}}}{u \over v}}}
- {\displaystyle {\frac {{u' \over v}+{uv' \over v^{2}}}{u \over v}}={\frac {\frac {u'v-uv'}{v^{2}}}{u \over v}}}
- {\displaystyle \left({u \over v}\right)'={\frac {u'v-uv'}{v^{2}}}}

Potenze di funzioni:
- Se n è una costante, {\displaystyle u^{n}=e^{n\ln {u}}}
- {\displaystyle (n\ln {u})'=n\left({u' \over u}\right)}
- {\displaystyle n\left({u' \over u}\right)=n{\frac {u^{n-1}}{u^{n}}}}
- {\displaystyle \left(u^{n}\right)'=n(u^{n-1})u'}

## Fattori integranti
L'attenzione posta alla derivata logaritmica è iniziata con la precisazione del metodo del fattore integrante per la soluzione delle equazioni differenziali del primo ordine. Con notazione operatoriale scriviamo
{\displaystyle D={d \over dx}}
e denotiamo M l'operatore di moltiplicazione per una data funzione G(x). L'operatore
{\displaystyle M^{-1}DM}
per la regola del prodotto si può scrivere
{\displaystyle D+M*,}
dove {\displaystyle M*} denota l'operatore di moltiplicazione per la derivata logaritmica della funzione
{\displaystyle {G' \over G}.}
In pratica, avendo un operatore della forma
{\displaystyle D+F=L}
e dovendo risolvere un'equazione della forma
{\displaystyle L(h)=f}
nella funzione incognita {\displaystyle h}, nota la {\displaystyle f}. Questo problema si riconduce alla soluzione della
{\displaystyle {G' \over G}=F}
che ha soluzioni della forma
{\displaystyle e^{\int {F}}}
costruita con un qualsiasi integrale indefinito della {\displaystyle F}.

## Analisi complessa
La formula data si può applicare più estesamente. Per esempio, se f(z) è una funzione meromorfa, è sensato applicarla per tutti i valori z del campo complesso che non siano zeri o poli per la f. Inoltre il comportamento della derivata logaritmica in uno zero o in un polo si ricava facilmente dalle caratteristiche particolari della funzione.
Consideriamo la funzione
zn     con n numero intero diverso da 0.
La sua derivata logaritmica è
{\displaystyle {n \over z}}
e si può arrivare alla conclusione generale che per una generica funzione meromorfa tutte le singolarità della derivata logaritmica sono semplici poli con residuo n corrispondenti agli zeri di ordine n della f e con residuo −n in corrispondenza ad ogni polo di ordine n (vedi principio dell'argomento). Queste considerazioni sono utilizzate spesso per valutare gli integrali di contorno.

## Funzioni speciali
La derivata logatitmica viene utilizzata per introdurre varie funzioni spaziali interessanti. In particolare essa permette di definire la funzione digamma.

## Gruppo moltiplicativo dei reali
L'utilità della derivata logaritmica si basa su due proprietà di base di GL1, il gruppo moltiplicativo dei numeri reali o di un altro campo. L'operatore differenziale
{\displaystyle X^{-1}{d \over dX}}
è invariante per la traslazione gruppale, cioè per la sostituzione di X con aX essendo a una costante. Conseguentemente è invariante anche la forma differenziale
{\displaystyle {dX \over X}.}
Per funzioni F a valori in GL1, l'applicazione
{\displaystyle {dF \over F}}
è quindi una trasformazione pull-back di una forma invariante.